# Lijst van Spaanse nationale wegen
De nationale wegen van Spanje (Spaans: Carreteras Nacionales de España) zijn wegen van de nationale overheid van Spanje, beheerd door het ministerie van verkeer en infrastructuur.
| Wegnummer  | Route |
| ---------- | --- |
| A-1 (N-I)  | Madrid-Aranda de Duero-Burgos-Vitoria-Gasteiz-San Sebastián-Irun-Franse grens                                                  |
| N-102      | Ariñez (A-1)-Vitoria-Gasteiz                                                                                                   |
| N-104      | Argómaniz (A-1)-Vitoria-Gasteiz                                                                                                |
| N-110      | Soria-San Esteban de Gormaz-Segovia-Ávila-Plasencia                                                                            |
| N-111      | Medinaceli-Soria-Logroño-Pamplona                                                                                              |
| N-113      | Ágreda-Valtierra (Hostal Los Abetos)                                                                                           |
| N-120      | Logroño-Burgos-León-Ourense-Vigo                                                                                               |
| N-121      | Pamplona-Valtierra (Hostal Los Abetos)                                                                                         |
| N-121a     | Behobia-Pamplona |
| N-121b     | Dancharinea-Oronoz |
| N-121c     | Tudela-Tarazona |
| N-122      | Gallur-Tarazona-Soria-Aranda de Duero-Valladolid-Zamora-Portugal                                                               |
| N-123      | Benabarre-Barbastro |
| N-124      | Ollauri-Miranda de Ebro |
| N-135      | Pamplona-Franse grens |
| N-138      | Esteribar-Franse grens |
| N-141      | Vic-La Riba-Manresa-Girona-Franse grens                                                                                        |
| N-145      | La Seu d'Urgell-Andorra |
| N-152      | Ripoll-Vic-Franse grens |
| A-2 (N-II) | Madrid-Zaragoza-Lleida-Barcelona-Girona-Franse grens                                                                           |
| N-204      | Sacedón-Almadrones |
| N-211      | Alcolea del Pinar-Monreal-Alcañiz-Caspe-Fraga                                                                                  |
| N-220      | Aeropuerto de Valencia-V-11-V-30                                                                                               |
| N-225      | Teruel-Grao de Castellón (gecombineerd met delen van de N-340)                                                                 |
| N-230      | Lleida-Franse grens |
| N-232      | Cabañas de Virtus-Pancorbo-Logroño-Zaragoza-Vinaròs                                                                            |
| N-234      | Sagunto-Teruel-Burgos |
| N-230      | AP-2-Lleida |
| N-237      | Sagunto-Puerto de Sagunto |
| N-238      | AP-7-Vinaròs |
| N-240      | Tarragona-Lleida-Huesca-Jaca-Pamplona-Alsasua                                                                                  |
| N-260      | Portbou-Figueres-Puigcerdà-La Seu d'Urgell-Sort-La Pobla de Segur-Castejón de Sos-Campo-Aínsa-Broto-Biescas-Sabiñánigo         |
| N-III)     | Madrid-Valencia |
| N-301      | Ocaña-La Roda-Murcia-Cartagena                                                                                                 |
| N-310      | Manzanares-Villanueva de la Jara                                                                                               |
| N-320      | La Gineta-Cuenca-Guadalajara-Venturada                                                                                         |
| N-322      | Bailén-Albacete-Requena |
| N-323      | Bailén-Jaén-Granada-Motril |
| N-325      | Novelda-Crevillent |
| N-330      | Alicante-Almansa-Requena-Utiel-Teruel-Zaragoza-Huesca-Jaca-Franse grens                                                        |
| N-331      | Córdoba-Málaga |
| N-332      | Vera-Cartagena-Alicante-Valencia                                                                                               |
| N-335      | V-30 - Puerto de Valencia |
| N-340      | San Fernando-Algeciras-Málaga-Motril-Almería-Murcia-Elx-Alicante-Sant Joan d'Alacant-Castellón de la Plana-Tarragona-Barcelona |
| N-341      | Venta del Pobre-Carboneras |
| N-343      | Alumbres-Escombreras |
| N-344      | Almería-Alcantarilla-Fuente la Higuera                                                                                         |
| N-345      | La Unión-Portmán |
| N-350      | N-340-Haven van Algeciras (zuid)                                                                                               |
| N-351      | San Roque-Gibraltar |
| N-357      | A-7-Haven van Algeciras (noord)                                                                                                |
| N-IV)      | Madrid-Córdoba-Sevilla-Cádiz                                                                                                   |
| N-400      | Toledo-Aranjuez-Ocaña-Tarancón-Cuenca                                                                                          |
| N-401      | Burguillos de Toledo-Ciudad Real                                                                                               |
| N-402      | Madrid-Toledo-Ciudad Real. Na 78 km van de A-42 splitst hij in twee wegen : de N-401 en de Autovía de los Viñedos.             |
| N-403      | Toledo-Maqueda-Ávila-Adanero                                                                                                   |
| N-420      | Montoro-Ciudad Real-Puerto Lápice-Alcázar de San Juan-Cuenca-Ademuz-Teruel-Montalbán-Valdealgorfa-Reus-Tarragona               |
| N-431      | Sevilla-Huelva-Portugal |
| N-432      | Badajoz-Zafra-Córdoba-Granada                                                                                                  |
| N-433      | Las Nieves-Portugal |
| N-435      | La Albuera-Jerez de los Caballeros-Fregenal de la Sierra-San Juan del Puerto                                                   |
| N-441      | Peguerillas-Huelva |
| N-442      | Huelva-Mazagón |
| N-443      | Puerto Real-Cádiz |
| N-V)       | Madrid-Mérida-Badajoz-Portugal                                                                                                 |
| N-501      | Ávila-Peñaranda de Bracamonte-Salamanca                                                                                        |
| N-502      | La Serrada (Ávila)-Talavera de la Reina-Alcaudete de la Jara-Herrera del Duque-Almadén-Espiel                                  |
| N-521      | Trujillo-Cáceres-Valencia de Alcántara-Portugal                                                                                |
| N-525      | Benavente-Ourense-Santiago de Compostella                                                                                      |
| N-532      | Verín-Portugal |
| N-536      | Ponferrada-A Rúa |
| N-540      | Lugo-Ourense |
| N-541      | Ourense-O Carballiño-Pontevedra                                                                                                |
| N-547      | Guntín-Lavacolla |
| N-550      | A Coruña-Santiago de Compostella-Pontevedra-Vigo-Tui                                                                           |
| N-551      | Tui-Portugal |
| N-552      | Vigo-Puerto de Vigo |
| N-553      | AP-9-N-550 |
| N-554      | N-550-Redondela |
| N-557      | A Coruña-Port |
| N-VI)      | Madrid-Medina del Campo-Benavente-Ponferrada-Lugo-A Coruña                                                                     |
| N-601      | Adanero-Olmedo-Valladolid-Medina de Rioseco-León                                                                               |
| N-603      | Los Ángeles de San Rafael-Segovia                                                                                              |
| N-610      | Palencia-Paradores de Castrogonzalo                                                                                            |
| N-611      | Santander-Torrelavega-Palencia-Venta de Baños                                                                                  |
| N-620      | Burgos-Venta de Baños-Valladolid-Tordesillas-Salamanca-Ciudad Rodrigo-Portugal                                                 |
| N-621      | Unquera-León |
| N-622      | Lerma-Quintana del Puente |
| N-623      | Burgos-Santander |
| N-625      | Mansilla de las Mulas-Cistierna-Riaño-Arriondas                                                                                |
| N-627      | Aguilar de Campoo-San Miguel de Ubierna                                                                                        |
| N-629      | Colindres-San Miguel de Ubierna                                                                                                |
| N-630      | Gijón-Oviedo-Mieres-Puerto de Pajares-León-Zamora-Salamanca-Plasencia-Cáceres-Mérida-Sevilla                                   |
| N-631      | Embalse de Ricobayo-Rionegro del Puente                                                                                        |
| N-632      | Luarca-Avilés-Gijón-Ribadesella                                                                                                |
| N-634      | Santiago de Compostella-Oviedo-Torrelavega-Bilbao-San Sebastián                                                                |
| N-635      | Muriedas-Solares |
| N-636      | S-10-Vliegveld van Santander                                                                                                   |
| N-637      | Barakaldo-Elejalde |
| N-640      | O Hospital-Lalín-A Estrada-Vilagarcía de Arousa                                                                                |
| N-641      | Gijón-El Musel |
| N-642      | Ferrol-Vegadeo |
| N-643      | Folgueras-Aeropuerto de Asturias                                                                                               |
| N-651      | Betanzos-Ferrol |